# PalmConnect
PalmConnect USB Kit — адаптер, разработанный Palm для подключения Palm OS устройств к USB порту через COM кабель или кредл.
Драйвера для работы устройства включены в Palm Desktop 4.0 и выше.
Особенно актуален для устройств, в которых отсутствует поддержка USB (Palm Series III, Series V, Series VII, Pilot, PalmPilot) при подключении к новым компьютерам — в которых, в свою очередь, отсутствует поддержка COM/RS232 — в частности, большинство новых моделей ноутбуков и все новые модели компьютеров Apple.
Один из первых RS232-to-USB конвертеров, однако в отличие от других (более поздних) устройств, определяется как Palm OS устройство, а не как COM/RS232 порт, в результате позволяет работать только с КПК на базе Palm OS.